# عبد المحسن الزامل
عبد المحسِن بن عبد الله الزّامَل.  (1960 م / 1 رجب 1380 هـ) هو عالم في علم الحديث والفقه والأصول   له مؤلفات وشروحات كثيرة وكبيرة، يدرس بالحرمين الشريفين المتّون العلمية؛ من كبار وأشهر تلاميذ الشيخ عبد العزيز بن باز ولازمه ٢٢ عامًا. وُلِد في سُدير سنةَ 1380 ه‍، ووالده الشيخ عبد الله عبد الكريم الزامل.   

## نسبه
هو أبو عبدِ الله، عبد المحسن بن عبد الله بن عبد الكريم الزامل العايذيّ القحطاني.
والده الشيخ القاضي عبد الله بن عبد الكريم الزامل المتوفى سنة 1441 هـ.

## نشأته العلمية
بدأ طلبه للعلم وهو في المرحلة الابتدائية ولازم الدراسة على والده الشيخ عبدالله بن عبد الكريم الزامل، فقرأ عليه في كتب الحنابلة مواضع متفرقة من أبواب الفقه، واستفاد منه كثيرًا في تقرير قواعد المذهب وتوضيحها، ثم في عام 1397هـ، لازم الشيخ الشيخ عبد العزيز بن باز أكثر من ٢٢ عامًا حتى وفاته عام 1420هـ، فكان من أول مشايخه الذين لازمهم وتأثر بهم، وقرأ عليه في "سنن الترمذي وسنن أبي داوود" وقطعة من موطأ مالك، وقرأ عليه بحوثًا في تخريج بعض الأحاديث. ومن مشايخه الشيخ عبد الله بن حميد رئيس مجلس القضاء الأعلى تــ 1402هـ، لازم دروسه مدة سنتين تقريبًا، فسمع في هذه الفترة جمعًا من الكتب التي كان الشيخ يقرر عليها ويشرحها، وكذلك من مشايخه الشيخ عبد الله بن عبد الرحمن بن جبرين وقرأ عليه بعض المتون، ومشايخ آخرين تلقى عنهم في مختلف الفنون. وقد طلب منه المفتي عبد العزيز ال الشيخ ان يكون عضوًا في الإفتاء فرفض. 

## شيوخه
- والده الشيخ عبد الله عبد الكريم الزامل
- الشيخ عبد العزيز بن باز
- الشيخ عبد الله بن حميد
- الشيخ عبد الله بن جبرين[7]
- الشيخ عبد الرحمن الدوسري
- الشيخ عبد العزيز بن صالح بن مرشد
- الشيخ عبد الرزاق عفيفي
- الشيخ حسن بن عبد اللطيف المانع
- الشيخ عبد الله بن قعود
- الشيخ عبد الله بن عقيل
- الشيخ عبد الله الغديان
- الشيخ صالح البليهي
- الشيخ عبد الرحمن البراك
- الشيخ عبد الله بن فنتوخ
- الشيخ صالح السدلان

## دروسة ومحاضرات العلمية
له دروس ومحاضرات وقد شرح كثير من الكتب وهذي بعض من الكتب الذي شرحها:

### فيالحديث
- شرح صحيح البخاري
- شرح صحيح المسلم
- شرح سنن ابي داود
- شرح سنن الترمذي
- شرح سنن ابن ماجه
- شرح موطأ مالك
- شرح ثلاثيات مسند احمد
- شرح كتاب المحرر في الحديث لابن عبد الهادي
- شرح المنتقى المجد لابن تيمية
- شرح بلوغ المرام
- شرح عمده الاحكام
- شرح رياض الصالحين
- شرح الاربعين النووية
- شرح علل الترمذي
- شرح كتاب الادب المفرد
- إزاحة الضجر في فتح ابن حجر
- شرح تقريب الاسانيد وترتيب المسانيد
- شرح كتاب الفتن واشراط الساعة
- شرح مختصر الترغيب والترهيب لابن حجر
- شرح الأربعون التساعية الإسناد لابن دقيق العيد
- شرح كتاب الاربعون في الاحكام للمنذري
- شرح احكام الاحكام شرح عمده الاحكام لابن دقيق العيد
- شرح الأربعون حديث من عوالى مسلم
- شرح كتاب المنتقى لابن جارود
- شرح حديث جابر فيه حجه النبي صلى الله عليه وسلم
- شرح حديث جبريل عليه السلام
- شرح كتاب الأربعين للإمام النسوي
- شرح جوامع الأخبار للإمام ابن سعدي
- شرح كتاب الاحاديث المختارة للأمام ابن سعدي
- شرح كتاب التجريد الصريح
- شرح كتاب الشمائل المحمدية
- شرح كتاب الأربعين للطوسي

### في مصطلح الحديث
- شرح نخبة الفكر
- شرح نظم نخبة الفكر
- شرح التذكرة
- شرح منظومة البيقوني
- شرح الموقظة للإمام الذهبي
- دراسة الأسانيد
- شرح كتاب الغراميه
- شرح منظومة طرفة الطرف
- شرح الفريدة في علم المصطلح
- رساله في احوال الناظر في الاخبار
- شرح نظم الاقتراح في مصطلح الحديث للحافظ العراقي
- شرح قصب السكر

### فيالفقه
- شرح كتاب الكافي لابن قدامه
- شرح كتاب عمدة الفقه لابن قدامه
- شرح كتاب زاد المستقنع للحجاوي
- شرح كتاب دليل الطالب لمرعي الكرمي
- شرح كتاب عمده الطالب لمنصور البهوتي
- شرح كتاب أخصر المختصرات لابن بلبان
- شرح كتاب التسهيل في الفقه للبعلي
- شرح كتاب منهج السالكين لابن سعدي
- شرح زوائد مسائل الروض المربع على زاد المستقنع
- شرح كتاب العدة شرح العمدة
- شرح مقاصد الصوم للإمام العز بن عبد السلام
- شرح رسالة حقيقة الصيام لشيخ الإسلام ابن تيمية
- شرح شروط الصلاة وأركانها وواجباتها لمحمد بن عبد الوهاب
- شرح منظومة الرحبية
- شرح كتاب الأمر بالمعروف والنهي عن المنكر لابن تيمية
- شرح كتاب السياسة الشرعية في إصلاح الراعي والرعية
- شرح منسك الإمام ابن بلبان الحنبلي
- شرح كتاب هداية الناسك إلى أهم المناسك للشيخ: عبد الله بن حميد
- فقة التراجم عند البخاري
- شرح كتاب الحج والعمرة للإمام محمد بن عبد الوهاب
- شرح متن الدرر البهية في المسائل الفقهية للإمام الشوكاني
- أحكام المفطرات المعاصرة
- أحكام الشتاء
- أحكام الاعتكاف
- فقه النوازل في الحج
- أحكام الوقف

### أصول الفقه والقواعد الفقهية
- شرح قواعد الأحكام للإمام العز بن عبد السلام
- شرح الأشباه والنظائر للإمام السيوطي
- شرح مختصر التحرير في أصول الفقه للإمام ابن النجار الفتوحي
- شرح قواعد الأصول ومعاقد الفصول للبغدادي الحنبلي
- شرح تحفة أهل الطلب في قواعد ابن رجب لابن سعدي
- شرح القواعد والأصول الجامعة لأبن سعدي

شرح منظومة القواعد الفقهية للشيخ السعدي
- شرح الفروق والتقاسيم البديعة النافعة لابن سعدي
- شرح القواعد الفقهية للشيخ عزت الدعاس
- تخريج القواعد الفقهية والاصوليه من كتاب الشرح الكبير لابن ابي عمر المقدسي
- شرح منظومه القواعد الفقهية للمزيني
- شرح منظومه القواعد الفقهية لعثمان بن سند
- شرح منظومة القواعد الفقهية
- شرح كتاب صفوة أصول الفقه للعلامة السعدي
- شرح مختصر التحرير في أصول الفقه لابن النجار
- شرح نظم ابن أبي كف (في مذهب المالكي)
- نظم الورقات للعمريطي
- شرح كتاب قواعد الأصول ومعاقد الفصول في أصول الفقه للإمام عبد المؤمن البغدادي الحنبلي
- شرح منظومة أصول الفقه وقواعده للشيخ ابن عثيمين

### العقيدة
- شرح العقيدة الواسطية لشيخ الإسلام ابن تيميه
- شرح العقيدة الحموية لشيخ الإسلام ابن تيميه
- شرح الوصية الصغرى لابن تيميه
- شرح العقيدة الطحاوية
- شرح كتاب التوحيد للشيخ محمد بن عبد الوهاب
- شرح كتاب الاصول الثلاثة للشيخ محمد بن عبد الوهاب
- شرح كتاب الاصول الستة للشيخ محمد بن عبد الوهاب
- شرح كتاب القواعد الاربع للشيخ محمد بن عبد الوهاب
- شرح كتاب مسائل الجاهلية للشيخ محمد بن عبد الوهاب
- شرح كتاب لمعة الاعتقاد لابن قدامة المقدسي
- شرح كتاب صريح السنة للطبري
- شرح العقيدة السفارينيه
- شرح كتاب عقيدة ابن أبي زيد القيرواني
- شرح الحائية ابن ابي داود
- شرح الرائية لأبي سعد الزنجاني
- شرح كتاب اعتقاد أهل السنة والجماعة

### القرآن وعلومه
- شرح مقدمة التفسير لابن تيمية
- تفسير بعض السور

### المحاضرات
- موقف المسلم من الفتن
- الهمة في طلب العلم
- حقوق الاقارب والارحام
- اسباب طهارة القلب
- صور مشرقة من مطالعة العلماء
- اداب الدعاء
- مواقف وقصص ودروس من مجالسة العلماء
- نصائح وكيفية في طلب العلم
- قصص مؤثرة في طلب العلم

للشيخ العديد من الآثار العلمية فشرح مايقارب 200 من المتون العلمية، وله مشاركة في الدورات الصيفية ومحاضرات وندوات ولقاءات ومقابلات تلفازية وإذاعية.

## وصلات خارجية
- الموقع الرسمي لعبد المحسن الزامل